# Wallersheim (Eifel)
Wallersheim település Németországban, Rajna-vidék-Pfalz tartományban. Lakosainak száma 740 fő (2023. december 31.).

## Népesség
A település népességének változása:
| Lakosok száma | 719  | 750  | 756  | 739  | 761  | 740  |
|               | 1975 | 2017 | 2019 | 2021 | 2022 | 2023 |